# فرهنگ گورچالی

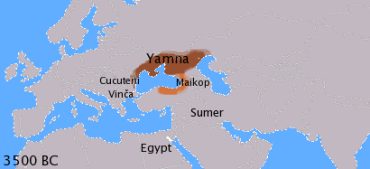
فرهنگ گورچالی در هزاره چهارم پیش از میلاد.

فرهنگ گورچالی یا قبور خاکی (به انگلیسی: Pit Grave) که فرهنگ یامنا هم نامیده می‌شود از فرهنگ‌های اواخر عصر مس و اوایل عصر برنز در منطقه بوگ جنوبی، دنیستر و اورال بود که از سده‌های ۳۶ تا ۲۳ پیش از میلاد ادامه داشت.
نام یامنا (Ямна) از زبان‌های روسی و اوکراینی گرفته شده که به معنای چال است.
فرهنگ گورچالی غالباً فرهنگی کوچ‌گرد بود اما شماری از آن‌ها در نزدیکی رودها و حصارهای تپه‌ای به کشاورزی هم روی آورده بودند.
فرهنگ گورچالی به عنوان فرهنگی از مردمان هندواروپایی اولیه در دوران متاخر خود یعنی پیش از جدا و پراکنده شدن هندواروپاییان دانسته می‌شود. محدوده حضور فرهنگ گورچالی نیز به عنوان یکی از نامزدها برای شناسایی آریابوم یا سرزمین اصلی هندواروپاییان به‌شمار می‌آید.
در عصر برنز از این فرهنگ، دو فرهنگ بزرگ دیگر با عنوان‌های «فرهنگ قبور الواری/Timber Grave» یا «فرهنگ اسروبنا/Srubnaja» و «فرهنگ آندرونوو/Andronovo» رشد پیدا نمود.

## ویژگی‌ها
ویژگی اصلی فرهنگ گورچالی عبارتست از خاک‌سپاری مردگان در چاله‌هایی در گورخانها (گورپشتهها) در حالت طاق‌باز با زانوهای خمیده. بدن مردگان نیز با اخرا پوشانده می‌شد.
در این فرهنگ، قربانی کردن دام، خوک، گوسفند، بز و اسب در آیین‌های خاکسپاری رواج داشت. این ویژگی را با مردمان هندواروپایی (و از جمله هندوایرانی باستان) مرتبط دانسته‌اند.

## بررسی‌های آنتروپولوژیکی
فرهنگ یامنا مربوط به اوایل عصر برنز و واقع در استپ پونتیک-کاسپین یکی از مهم‌ترین کاندیدها برای سرزمین اولیه هندواروپاییان می‌باشد. در بررسی‌های Haak و همکاران (۲۰۱۵) از ۱۰ نمونهٔ مذکر بررسی شده مربوط به شرق یامنا، ۹ نفر حامل هاپلوگروپ R1b (خصوصاً سابکلاد L23) بودند. برخلاف پیش‌بینی‌ها، هیچ‌یک از نمونه‌های یامنا تا به حال حامل تک گروه R1a نبوده‌اند، اما در بررسی‌های آینده از سایر مناطق یامنا احتمال یافتن این هاپلوگروپ بالاست. از نظر ظاهری، مردمان این فرهنگ دارای چشم و موی تیره، قد بلند و پوستی روشن (اما کمی تیره‌تر از اروپاییان امروزی) بوده‌اند. در بررسی‌های اتوزومی مشخص شد که مردمان یامنا ۵۶ درصد تبارشان از شکارچی-گردآورنده‌های اروپای شرقی و مابقی از شکارچی-گردآورنده‌های قفقاز بوده‌است.

## دست‌افزارها
|  |  |  |  |